# Pratap Chandra Chunder
Pratap Chandra Chunder ( 1 september 1919 - Kolkata (voorheen Calcutta) India, 1 januari 2008) was een Indiaas politicus, jurist, onderwijsdeskundige en schrijver. 
Chunder studeerde rechten en geschiedenis aan de universiteit van Calcutta. 
Van 1962 tot 1968 maakte hij deel uit van de West Bengal Legislative Assembly. In de deelstaat West - Bengalen was Chunder mede verantwoordelijk voor de totstandkoming van nieuwe wetten. In dezelfde periode was hij ook lid van de Senaat en had hij een betrekking bij de rechtenfaculteit van de universiteit van Calcutta. 
Vanaf 1968 was Chunder minister van Financiën en Justitie. Nadat deze functie was beëindigd heeft hij als advocaat gediend bij het Hooggerechtshof van India. 
Het bekendst werd Chunder als minister van Onderwijs en Sociaal Welzijn in de regering-Desai. Op dit departement was hij minister van 1977 tot 1980. 
Later ging hij zich meer toeleggen op het schrijven van romans en andere verhalen. Van zijn hand verschenen veel werken, waaronder 'Glimpses of Indian Culture; Ancient and Modern', waarin hij in vogelvlucht de cultuur van zijn vaderland onder de loep neemt. Verder schreef hij onder andere de verhalen 'Bubhuksha' en 'Smrtira Alinde'. 
Chunder was ook lid van de Bengal State Heritage Commission. Deze commissie had tot doel het culturele erfgoed van de deelstaat West - Bengalen te
behouden. 
Op 25 december 2007 werd Pratap Chandra Chunder in een ziekenhuis in Kolkata opgenomen met hartklachten. Hij moest een spoedoperatie ondergaan, maar overleed in de middag van 1 januari 2008 op 88-jarige leeftijd.
- CiNii: DA05964941
- Gemeinsame Normdatei: 138253501
- International Standard Name Identifier: 0000 0000 8211 9726
- Library of Congress Control Number: n84006406
- Nederlandse Thesaurus van Auteursnamen: 175618194
- Virtual International Authority File: 28462370
- WorldCat: E39PBJpYtfmMJW4b8gCH3r6HYP